# 78 (číslo)
Sedmdesát osm je přirozené číslo, které následuje po číslu sedmdesát sedm a předchází číslu sedmdesát devět. Římská číslice je LXXVIII.

## Věda

### Chemie
- Protonové číslo platiny
- Neutronové číslo nejběžnějšího[1] izotopu telluru
- Nukleonové číslo druhého nejrozšířenějšího[2] izotopu selenu

### Matematika
- Abundantní číslo
- Bezčtvercové celé číslo
- Trojúhelníkové číslo

## Kosmonautika
- STS-78 byla dvacátá mise raketoplánu Columbia. Celkem se jednalo o 77. misi raketoplánu do vesmíru. Cílem letu byl let laboratoře Spacelab-LMS.

## Roky
- 78 př. n. l.
- 78
- 1978